# Zamach na Pawła Adamowicza
Zamach na Pawła Adamowicza – zamach na prezydenta Gdańska dokonany przez Stefana Wilmonta 13 stycznia 2019 na Targu Węglowym w Gdańsku podczas 27. finału Wielkiej Orkiestry Świątecznej Pomocy.
W dniu zamachu Paweł Adamowicz uczestniczył w uroczystościach charytatywnych związanych z 27. finałem WOŚP. Gdy przebywał na scenie, został trzykrotnie raniony nożem przez napastnika. Zmarł następnego dnia po południu wskutek odniesionych obrażeń.
Zamach na Pawła Adamowicza był szeroko komentowany w mediach lokalnych, ogólnopolskich i zagranicznych.

## Okoliczności zamachu

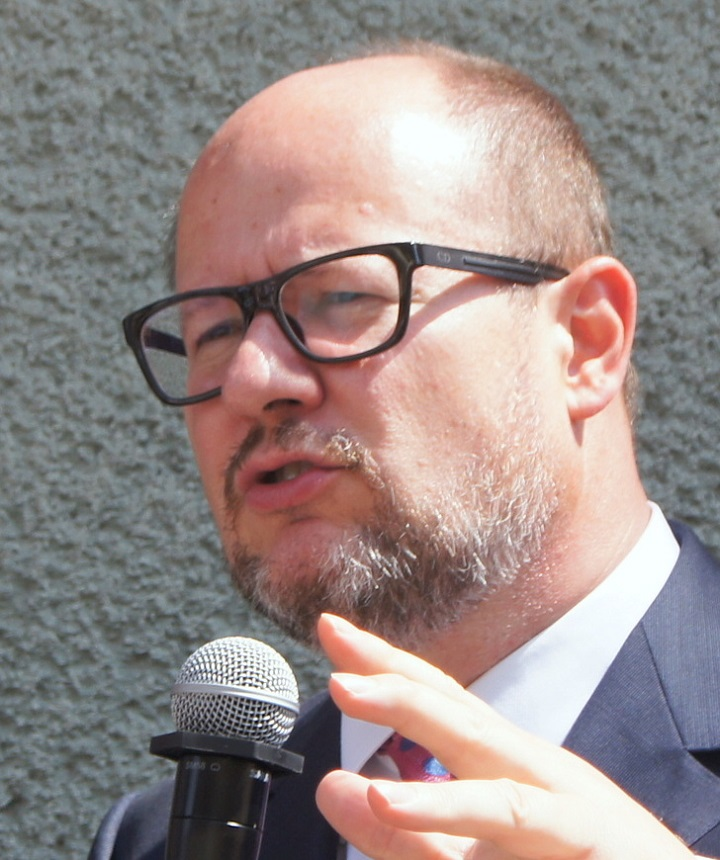
Paweł Adamowicz (2018)

13 stycznia 2019 w Polsce odbywał się finał 27. edycji Wielkiej Orkiestry Świątecznej Pomocy. Z tej okazji Regionalne Centrum Wolontariatu w Gdańsku zorganizowało na Targu Węglowym koncert charytatywny „Gdańsk Dla Orkiestry”, trwający od godz. 15.00. Wieczorem na scenie, na której odbywało się przedsięwzięcie, znajdował się Paweł Adamowicz, który kilka minut przed godziną 20.00 wygłosił krótkie przemówienie zawierające podziękowanie dla wszystkich, którzy wsparli WOŚP.
O godzinie 20:00, gdy odliczano czas do zwyczajowego pokazu zimnych ogni, nazywanego Światełkiem do nieba, znajdujący się na scenie Stefan Wilmont podbiegł do Adamowicza i pchnął go trzykrotnie nożem. Następnie napastnik przejął jeden z mikrofonów i wygłosił publicznie następujące słowa:

Halo! Halo! Nazywam się Stefan Wilmont. Siedziałem niewinny w więzieniu. Siedziałem niewinny w więzieniu. Platforma Obywatelska mnie torturowała. Dlatego właśnie zginął Adamowicz!

Po tym wystąpieniu został obezwładniony przez pracownika technicznego, a następnie przekazany ochroniarzom zabezpieczającym imprezę, którzy z kolei oddali go w ręce funkcjonariuszy policji.
Nazwisko sprawcy zamachu (Wilmont) nie było podawane publicznie, z powodów prawnych, aż do ogłoszenia wyroku, co nastąpiło 16 marca 2023. Wizerunek sprawcy został publicznie ujawniony ze względu na ważny interes społeczny.

## Reakcje na zamach

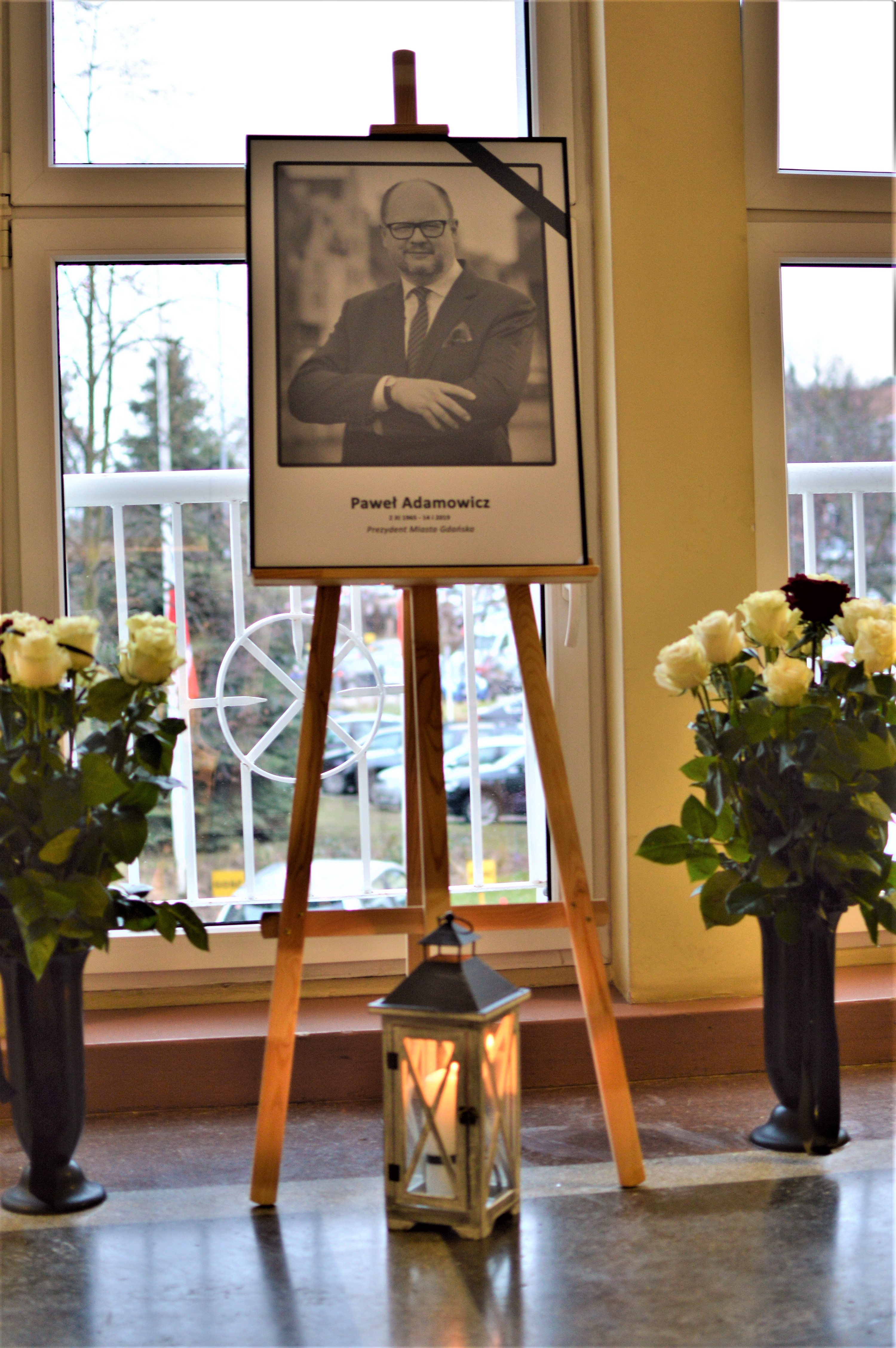
Urząd Miasta w Gdańsku – portret Pawła Adamowicza w hallu

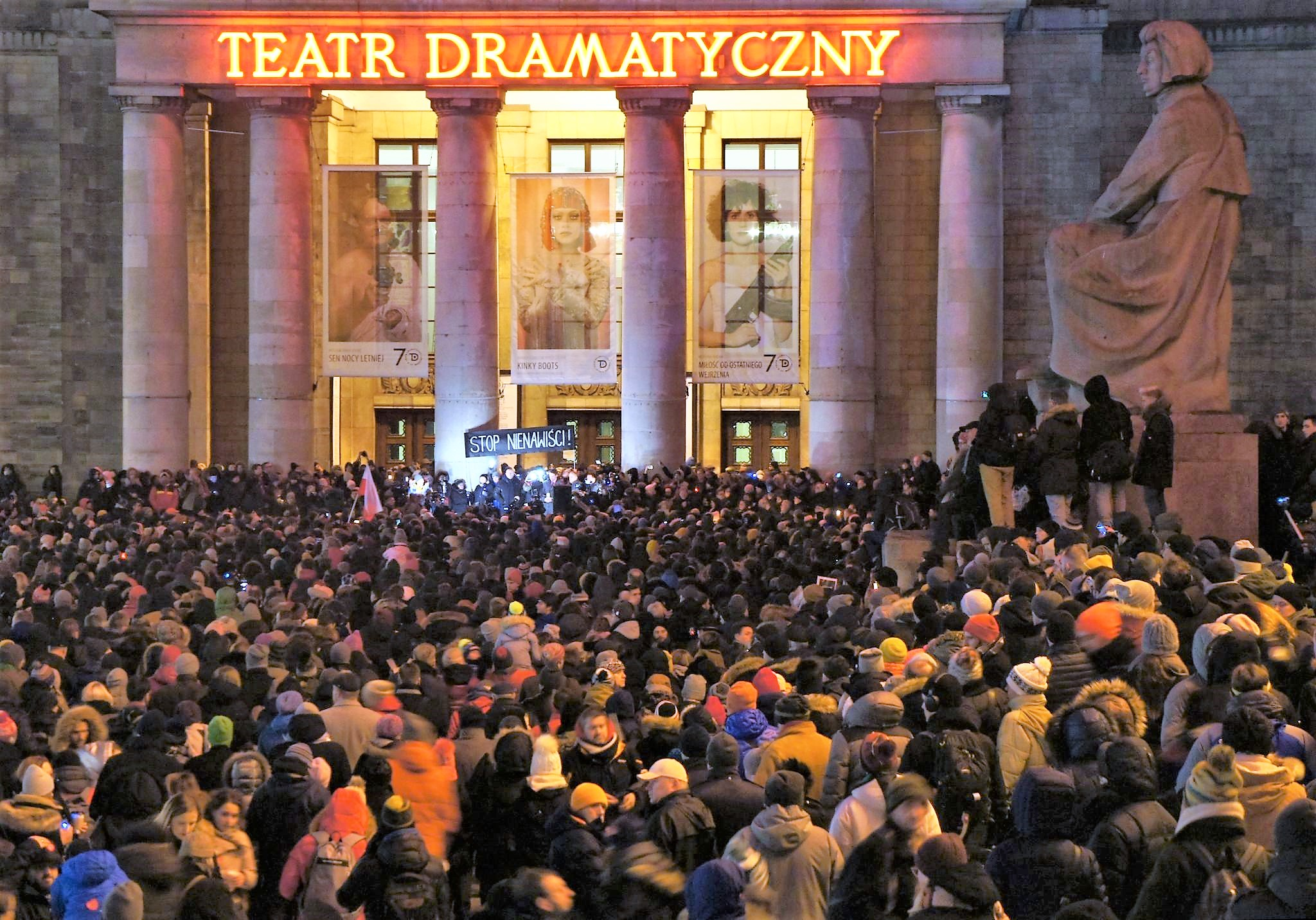
14 stycznia 2019: marsz przeciwko przemocy w Warszawie

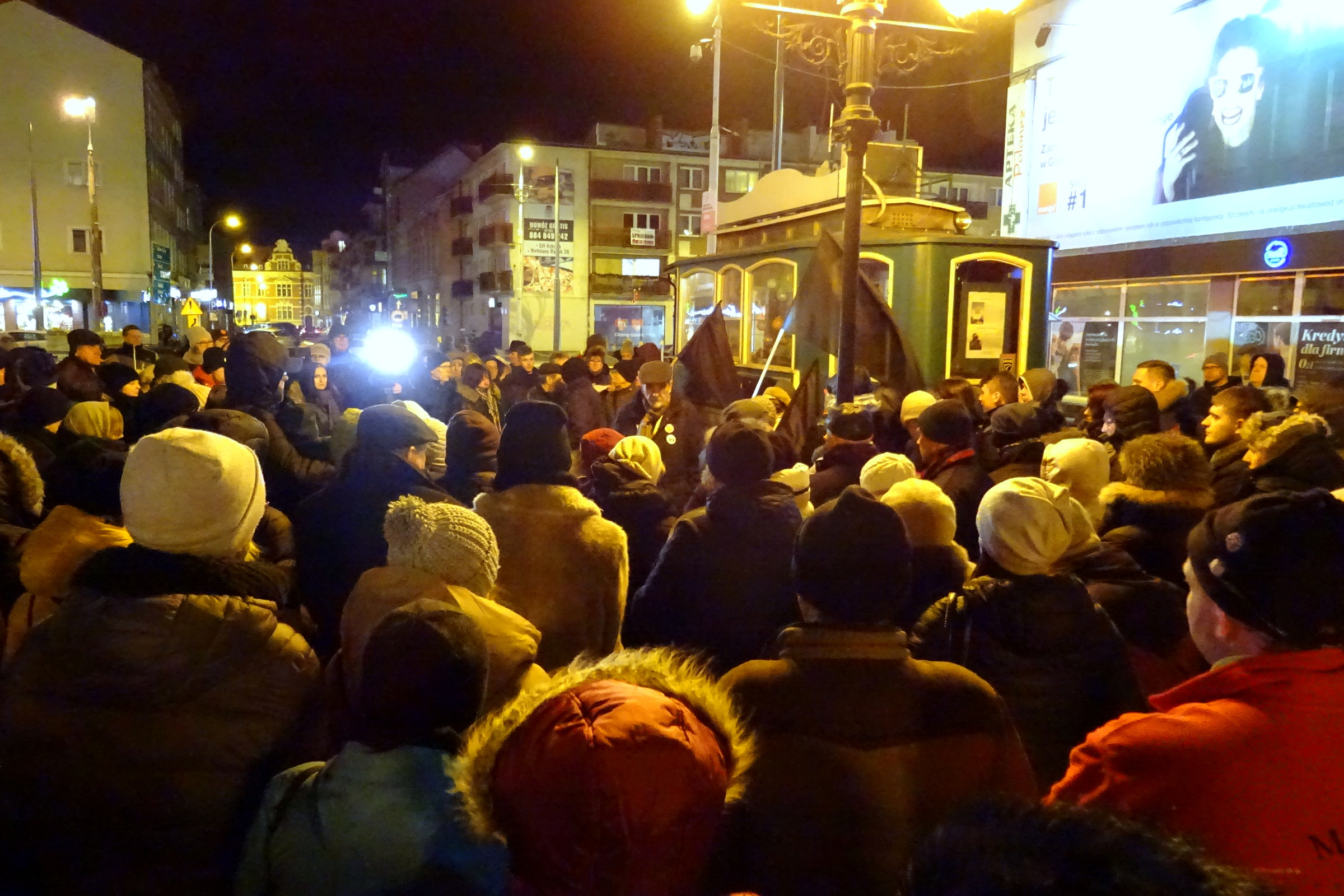
Wiec w Gorzowie Wielkopolskim

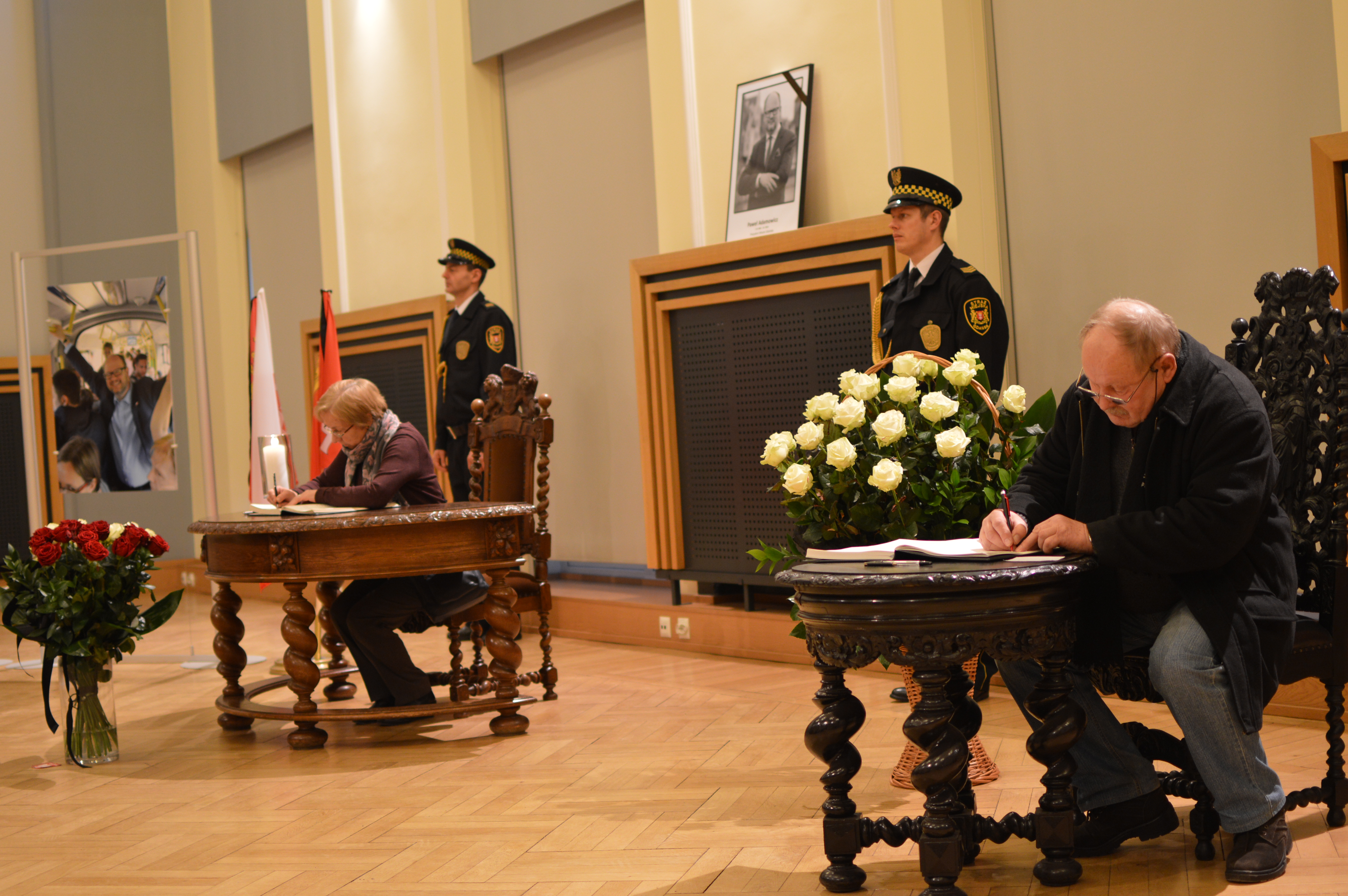
Urząd Miasta w Gdańsku – wpisy do ksiąg kondolencyjnych

### Żałoba narodowa
14 stycznia, w dzień śmierci prezydenta Gdańska, prezydent Polski Andrzej Duda podjął decyzję, że dzień pogrzebu Pawła Adamowicza zostanie ogłoszony dniem żałoby narodowej. Dwa dni później doprecyzowano, że żałoba będzie wprowadzona 18 stycznia od godziny 17.00 do 19 stycznia do godziny 19.00.
15 stycznia na konferencji prasowej pierwszy zastępca prezydenta Gdańska Aleksandra Dulkiewicz poinformowała, że w dniach 15–19 stycznia na terenie Gdańska obowiązywać będzie żałoba po śmierci prezydenta Adamowicza. W tych samych dniach decyzją prezydenta Warszawy Rafała Trzaskowskiego żałoba została ogłoszona także w stolicy – odwołane zostały imprezy masowe, a flagi na budynkach urzędowych zostały opuszczone do połowy masztu. Decyzją wojewody pomorskiego Dariusza Drelicha w tych dniach żałoba obowiązywała także na terenie województwa pomorskiego.
16 stycznia, na prośbę przewodniczącego Platformy Obywatelskiej Grzegorza Schetyny, Sejm minutą ciszy uczcił pamięć Pawła Adamowicza. Na sali zabrakło czołowych polityków PiS: Beaty Mazurek, Ryszarda Terleckiego i Jarosława Kaczyńskiego. Zdaniem Beaty Mazurek nieobecność wynikała ze spóźnienia.
W szeregu polskich miast włodarze oddali hołd zmarłemu, zostawiając księgi kondolencyjne, do których każdy mógł napisać wyrazy kondolencji dla rodziny Pawła Adamowicza. W akcję włączyły się m.in. miasta: Sosnowiec, Sopot i Poznań.

### Wiece, marsze i spotkania przeciwko przemocy
W następnym dniu po zamachu na gdańskim Długim Targu odbył się wiec, początkowo planowany jako forma sprzeciwu wobec nienawiści i przemocy, lecz po śmierci Pawła Adamowicza zamieniony w zgromadzenie mające na celu jego upamiętnienie. Według relacji PAP w wiecu tym uczestniczyło około 16 tysięcy ludzi, a wśród nich byli przewodniczący Rady Europejskiej Donald Tusk, wicemarszałek Senatu Bogdan Borusewicz, wojewoda pomorski Dariusz Drelich oraz były prezydent Polski Lech Wałęsa. Podobne wiece odbyły się także w innych polskich miastach.
Tego samego dnia w bazylice konkatedralnej Wniebowzięcia Najświętszej Maryi Panny w Gdańsku odbyło się żałobne nabożeństwo ekumeniczne z udziałem przedstawicieli religii i wyznań obecnych w Gdańsku, a podczas ekumenicznego spotkania noworocznego w Centrum Luterańskim w Warszawie Kościoły zrzeszone w Polskiej Radzie Ekumenicznej wystosowały apel o przerwanie spirali nienawiści. 16 stycznia w wielu miastach Polski odbyły się zgromadzenia upamiętniające Pawła Adamowicza.

### Wielka Orkiestra Świątecznej Pomocy
14 stycznia Jerzy Owsiak ogłosił, że rezygnuje z pełnionego dotychczas stanowiska prezesa zarządu Wielkiej Orkiestry Świątecznej Pomocy, motywując swoją decyzję oskarżeniami o ponoszenie przez fundację i jego samego odpowiedzialności za śmierć prezydenta Gdańska (chociaż sam nie uważał tych oskarżeń za zasadne). Jako bezpośrednią przyczynę rezygnacji Owsiak podał przy tym rosnącą falę nienawiści skierowanej przeciwko jego osobie. 19 stycznia, po otrzymanych głosach wsparcia, powrócił do kierowania fundacją.

### Komentarze
Zamach spotkał się z potępieniem ze strony środowisk politycznych w Polsce oraz za granicą. Ubolewanie wyrazili, między innymi, prezydent RP Andrzej Duda, przewodniczący Rady Europejskiej Donald Tusk i wiceprzewodniczący Komisji Europejskiej Frans Timmermans.
Część komentatorów wskazywała na podobieństwa między wydarzeniem w Gdańsku a zabójstwem Marka Rosiaka, zamachem na prezydenta Gabriela Narutowicza bądź zamachem na ministra Bronisława Pierackiego.
16 stycznia żona prezydenta, Magdalena Adamowicz, w rozmowie z Gazetą Wyborczą powiedziała:

Wierzę, że życzenia Pawła byłyby dwa. Po pierwsze, by Jerzy Owsiak mimo tych tragicznych wydarzeń dalej był prezesem Wielkiej Orkiestry Świątecznej Pomocy. Po drugie, byśmy kontynuowali jego dzieło, jakim jest stowarzyszenie „Wszystko dla Gdańska” – ma do spełnienia 50 apolitycznych celów, jest proobywatelskie, działa dla mieszkańców. Stąd prośba rodziny, by na sobotni pogrzeb nie przynosić kwiatów i zniczy, ale by wesprzeć bliskie mężowi organizacje. Wolontariusze z puszkami będą w kościele i przed kościołem. Taka jest moja wola i wiem, że taka byłaby wola mojego męża.

Zabójstwo Adamowicza z uwagi na wypowiadane przez nożownika zarzuty pod adresem Platformy Obywatelskiej wywołało w mediach dyskusję dotyczącą podziałów, narastającej agresji w polityce i mowy nienawiści, zwłaszcza w kontekście pojawiających się w poprzednich miesiącach gróźb i wyzwisk pod adresem Adamowicza oraz niedostatecznej – zdaniem części komentatorów – reakcji instytucji państwa na takie zjawiska. Niektórzy zwracali też uwagę na nienawistne komentarze ze strony polityków opozycji i przychylnych jej mediów. Kilku prezydentów miast (m.in. Wrocławia, Warszawy i Torunia) zapowiedziało przeprowadzenie w szkołach na ich terenie lekcji na temat mowy nienawiści. Zostały one jednak skrytykowane przez Ordo Iuris i Centrum Życia Rodziny pod zarzutem promowania tolerancji i postulatów feministycznych, uznawanych przez te środowiska za skrajnie lewicowe. Pojawiły się również spekulacje medialne na temat możliwego wpływu zabójstwa Adamowicza na politykę polską w 2019, roku podwójnych wyborów – europejskich i parlamentarnych. Bezpośrednio po zamachu zaobserwowano złagodzenie używanego przez polityków języka. Kilku polityków, wśród nich przewodniczący Rady Europejskiej Donald Tusk, zobowiązali się do dalszego wcielania w życiu ideałów, które przyświecały Adamowiczowi. Pojawiły się także komentarze o tworzeniu się nowego „mitu” politycznego, porównywanego z poglądami na katastrofę samolotu prezydenckiego w 2010 określanymi mianem „religii smoleńskiej”, tym razem wśród wyborców o poglądach liberalnych, zderzane z poglądem o małej podatności na mity w tej grupie elektoratu.

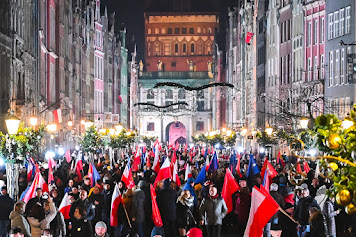
14 stycznia 2020: marsz w pierwszą rocznicę zamachu

#### Krytyka materiałów Telewizji Polskiej o Pawle Adamowiczu
Od momentu wprowadzenia w 2015 i 2016 zmian podważających niezależność TVP od partii rządzącej, programy informacyjne Telewizji Polskiej w licznych materiałach zajmowały się postacią Pawła Adamowicza. Krewni Pawła Adamowicza, jak i szereg publicystów nazwali te działania nagonką. Magdalena Adamowicz powiedziała, że jej zdaniem TVP przyczyniła się do śmierci jej męża.
Według raportu Newton Media dla Urzędu Miasta Gdańska na przestrzeni 2018 Telewizja Polska 1773 razy zajmowała się Pawłem Adamowiczem, z czego 877 wzmianek padło na antenie TVP Info, 593 wzmianki na antenie TVP3 Gdańsk, a kolejnych ponad 300 wzmianek na antenie TVP1 i TVP2. Janusz Schwertner stwierdził, że reporterzy TVP przedstawiali Adamowicza „jako oszusta majątkowego, współautora afery Amber Gold, polityka walczącego z polskością oraz promującego nazizm i komunizm”.
Materiały TVP dotyczące Pawła Adamowicza skrytykowała Rada Etyki Mediów, stwierdzając, że „odbiorca – czytelnik, radiosłuchacz, telewidz – ma prawo do prawdy. (…) W publikacjach TVP o prezydencie Gdańska odmówiono odbiorcy tego prawa. (…) W żadnej z analizowanych przez REM publikacji nie dano Pawłowi Adamowiczowi szansy odparcia zarzutów, przedstawienia argumentów zaprzeczających oskarżeniom formułowanym wprost, między wierszami, lub w tytułach zniekształcających rzeczywisty przebieg opisywanych wydarzeń lub naginających fakty tak, by przemawiały przeciwko prezydentowi Gdańska. Był obiektem oszczerstw, ale nie miał prawa do obrony”.
Po śmierci Pawła Adamowicza w styczniu 2019 prezydent Poznania Jacek Jaśkowiak ocenił, że działania „pełnej perfidnych propagandystów i nienawistnych materiałów” Telewizji Polskiej były powiązane z zabójstwem Pawła Adamowicza. Jaśkowiak nazwał programy TVP „rynsztokiem”. W związku z wypowiedzią Jacka Jaśkowiaka TVP złożyła przeciwko niemu pozew w lutym 2019, domagając się przeprosin. Jaśkowiak poinformował, że nie zamierza przepraszać, a we wrześniu 2020 sąd apelacyjny oddalił roszczenia Telewizji Polskiej.
Również w styczniu 2019 Krzysztof Skiba publicznie uznał Jacka Kurskiego, prezesa Telewizji Polskiej, moralnie odpowiedzialnym za morderstwo Pawła Adamowicza, mówiąc w wywiadzie dla Polsat News, że „media publiczne szczuły na prezydenta Gdańska i oto mamy tego efekty”. Za tę wypowiedź muzyk został pozwany przez Kurskiego. 23 czerwca 2020 warszawski sąd II instancji wydał prawomocne postanowienie w tej sprawie, uznając, że Skiba mógł użyć tych słów.
Niedługo po śmierci Pawła Adamowicza TVP wytoczyła sprawy o zniesławienie Wojciechowi Sadurskiemu, dziennikarzowi „Gazety Wyborczej” Wojciechowi Czuchnowskiemu i dziennikarce „Polityki” Ewie Siedleckiej, którzy łączyli śmierć prezydenta Gdańska z materiałami emitowanymi w TVP. Warszawski Sąd Okręgowy w lipcu 2020 prawomocnie umorzył sprawę Siedleckiej i Czuchnowskiego.
Ówczesny Rzecznik Praw Obywatelskich Adam Bodnar ocenił, że „materiał Wiadomości TVP z dnia śmierci (…) Pawła Adamowicza był całkowicie jednostronny; nie uwzględniał niezbędnej w pracy dziennikarskiej zasady pluralizmu”. Stwierdził również, że działania TVP mogły być odebrane „jako mowa nienawiści w stosunku do określonego polityka”, a media publiczne, w tym TVP, wpisywały się w działania prokuratury wobec Pawła Adamowicza, które w ocenie RPO „były nieproporcjonalne i przybierały charakter szykan”. Adam Bodnar wskazał też, że zabójca Pawła Adamowicza w czasie pobytu w zakładzie karnym (od 2014 do 8 grudnia 2018) mógł mieć dostęp do treści emitowanych w TVP Info, i że jest to jedna z kwestii, „które należałoby w tej sprawie wyjaśnić. Jakie mogą być konsekwencje braku dostępu do pluralizmu poglądów i czy to mogło mieć wpływ także na zachowanie [zabójcy Pawła Adamowicza]”.
W styczniu 2019 Służba Więzienna opublikowała listę kanałów telewizyjnych, do których mieli mieć dostęp więźniowie w Zakładzie Karnym w Malborku, gdzie przebywał Stefan Wilmont. Na liście nie było kanału TVP Info. Major Bartłomiej Turbiarz z Centralnego Zarządu Służby Więziennej stwierdził, że skazani odbywający karę w Zakładzie Karnym w Malborku nie mogli oglądać stacji TVP Info. Dziennikarze śledczy wykazali z kolei, że więzienie posiadało sygnał cyfrowej telewizji naziemnej, w której dostępne jest TVP Info, a placówka dysponowała sprzętem, który pozwalał na jej odbiór. W związku z tym wskazano, że sugestia Służby Więziennej, jakoby Stefan Wilmont w czasie pobytu w zakładzie karnym nie miał dostępu do TVP Info, była fałszywa. Współwięzień, który dzielił celę ze Stefanem Wilmontem stwierdził, że „oglądali czasem wiadomości, przeważnie na Polsacie i TVN”.
W styczniu 2020 Sąd Okręgowy w Warszawie uznał, że wyemitowany 31 października 2016 w TVP Info antyimigrancki spot, będący wstępem do dyskusji w programie publicystycznym Minęła 20, posługiwał się „nieuprawnioną manipulacją” i „naruszył dobra osobiste gminy jako wspólnoty”. Przekaz materiału TVP miał też „podważać renomę i wiarygodność prezydenta Adamowicza oraz zaufanie do jednostki samorządu”. Sąd nakazał TVP Info złożenie przeprosin na antenie telewizji oraz za pomocą mediów społecznościowych, a także zapłatę 50 tys. złotych na rzecz Centrum Wsparcia Imigrantów i Imigrantek w Gdańsku. Zdaniem sędzi „autorzy materiału nie dochowali rzetelności i staranności dziennikarskiej”.
W czerwcu 2024 Sąd Apelacyjny w Warszawie zobowiązał TVP do przeproszenia aktywistów, którzy w reakcji na nagonkę medialną na Adamowicza i jego zabójstwo 2 lutego 2019 zablokowali wyjazd Ogórek z Telewizji Polskiej, a których TVP w Wiadomościach z 4 lutego 2019 oskarżyła o dokonanie „brutalnego ataku” na prezenterkę i ujawniła ich nazwiska, twarze i miejsca pracy.

## Procesy sądowe
.

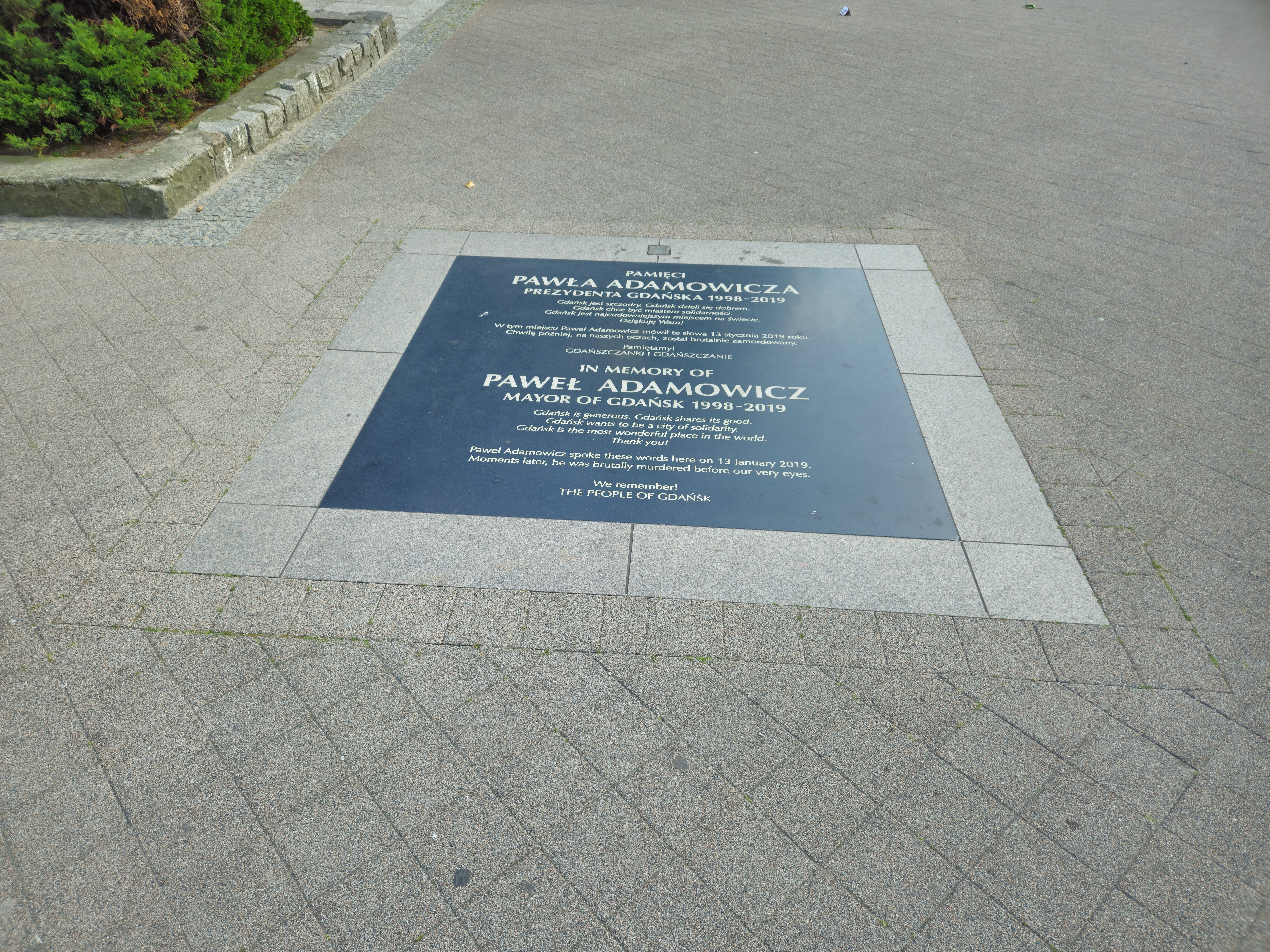
Tablica upamiętniająca Pawła Adamowicza w Gdańsku, w miejscu, w którym został śmiertelnie ugodzony nożem w styczniu 2019 r.

Właściciel oraz dyrektor agencji ochrony zatrudnionej podczas wydarzenia zostali wyrokiem Sądu Rejonowego w Gdańsku z lutego 2023 uznani za winnych nieumyślnego narażenia uczestników koncertu WOŚP na bezpośrednie niebezpieczeństwo utraty życia lub zdrowia i skazani na kary pozbawienia wolności w zawieszeniu.
Sprawca zabójstwa, Stefan Wilmont wyrokiem Sądu Okręgowego w Gdańsku z dnia 16 marca 2023 został uznany za winnego zarzucanego mu czynu i skazany na karę dożywotniego pozbawienia wolności z możliwością zwolnienia warunkowego po 40 latach oraz na pozbawienie praw publicznych na okres 10 lat. 23 stycznia 2024 Sąd Apelacyjny w Gdańsku utrzymał wyrok sądu pierwszej instancji w mocy. Kara ma być wykonywana w systemie terapeutycznym.